# Lucanus nangsarae
Lucanus nangsarae es una especie de coleóptero de la familia Lucanidae.

## Distribución geográfica
Habita en Birmania.